# ABC Records
ABC Records — американський лейбл звукозапису, заснований 1955 року.  

## Історія
Звукозаписувальну компанію ABC було засновано 1955 року в Голлівуді. Спочатку вона була частиною кінокомпанії Paramount Pictures, та займалася ліцензування музичних записів для Компанії Волта Діснея. Лейбл називався Am-Par Records (1955), але швидко змінив назву на ABC-Paramount Records (1955-1966), а потім перейменувався на ABC Records у 1966 році.
В 1950-роки на лейблі виходили записи таких виконавців, як Пол Анка, Джордж Гамільтон IV, Ллойд Прайс, Danny and the Juniors. В 1960-ті роки лейбл звернув увагу на гурти The Tams, The Impressions, а також випускав записи Рея Чарльза, Томмі Роу та інших. Серед пісень, виданих на лейблі, що посідали перші міста в хіт-парадах — «Diana» Пола Анки, «Sheila» та «Dizzy» Томмі Роу.
1966 року частиною ABC став лейбл Dunhill, який володів продюсер Лу Адлер. До цього ABC лише розповсюджував записи Dunhill, але після угоди його офіційно було перейменовано на ABC Dunhill. Об'єднання компаній призвело до більшого акценту на творчість соул-, рок- та блюзових артистів, серед яких Steppenwolf, Three Dog Night, Steely Dan, Бі Бі Кінг та Rufus.
В 1970-ті роки частиною ABC стали такі лейбли як Dot, Neighborhood та Blue Thumb. Водночас справи компанії йшли не кращим чином, і в середині 1970-х ABC Records було продано компанії MCA Records. Деякі з імпринтів ABC було закрито, а деякі залишалися активними та пізніше стали частиною Universal Music Group. 